# Cous Cous Fest
Il Cous Cous Fest è un festival culturale e gastronomico che si tiene annualmente a San Vito Lo Capo dal 1998. Questo evento celebra l'integrazione culturale, la pace e la diversità attraverso la preparazione del cous cous, un piatto simbolo del Mediterraneo.  

## Storia
Il Cous Cous Fest è stato fondato nel 1998 con l'obiettivo di promuovere l'integrazione culturale attraverso la cucina. Sin dalla prima edizione, il festival ha visto la partecipazione di chef e visitatori provenienti da diversi paesi, diventando un appuntamento annuale dedicato alla cucina e alla cultura mediterranea. Negli anni, gli chef internazionali provenienti da Marocco, Tunisia, Israele e altri Paesi, hanno presentato le loro versioni tradizionali e innovative del cous cous, un piatto inserito nel Patrimonio Immateriale dell'Umanità dall'UNESCO nel 2019 per il suo valore culturale e la capacità di unire popoli e tradizioni.

## Campionato Mondiale di Cous Cous
Uno degli eventi principali del Cous Cous Fest è il Campionato Mondiale di Cous Cous, una competizione in cui chef provenienti da diverse parti del mondo si sfidano per preparare la migliore versione del piatto. La competizione coinvolge sia una giuria tecnica (composta da giornalisti, esperti di cucina e personaggi del mondo dello spettacolo e dell'arte) che di una giuria popolare formata da circa 120 persone. La brigata di cucina dell'Istituto Alberghiero Pietro Piazza di Palermo replica i piatti per la giuria popolare, che è poi chiamata a esprimere il proprio giudizio.
La competizione si articola in vari appuntamenti suddivisi solitamente nell'arco di tre giorni. Ogni appuntamento prevede una gara tra due o più squadre. I paesi che ottengono i punteggi più alti durante le varie sfide preliminari si qualificano per la finale. Durante la finale, la classifica finale viene determinata sommando i voti della giuria tecnica e quelli della giuria popolare in una proporzione stabilita nel regolamento dell'anno corrente.

### Palmares
| Anno | Vincitore          | Chef                                                            | Altri Partecipanti                                                                                  | Presidente della Giuria |
| ---- | ------------------ | --------------------------------------------------------------- | --------------------------------------------------------------------------------------------------- | ----------------------- |
| 1998 | Tunisia            | Abdel Amid Alaya, Faouzi Sopissi, Benrhouma Messaouda           | Algeria, Egitto, Italia, Marocco, Palestina                                                         |                         |
| 1999 | Israele            | Moshe Basson, Hlafo Fellah, Paola Moscati, Sarit Kahan          | Algeria, Italia, Marocco, Tunisia                                                                   | Edoardo Raspelli        |
| 2000 | Tunisia            | Ycaoubi Lofti, Ben Slama Mong                                   | Algeria, Francia, Israele, Italia, Marocco, Palestina                                               | Edoardo Raspelli        |
| 2001 | Palestina          | Jacob Salbes, Alice Hasan Salim                                 | Costa D’Avorio, Israele, Italia, Marocco, Senegal, Tunisia                                          | Giacomo Mojoli          |
| 2002 | Italia             | Giovanni Torrente, Luigi Pomata, Ignazio Piazza, Emanuele Russo | Costa D’Avorio, Israele, Marocco, Palestina, Senegal, Tunisia                                       | Giacomo Mojoli          |
| 2003 | Marocco            | Khadija Bensdira, Naja Boukhari                                 | Brasile, Costa D’Avorio, Israele, Italia, Palestina, Senegal, Tunisia                               | Enzo Vizzari            |
| 2004 | Tunisia            | Arroum Mimoum, Messai Abdallah                                  | Algeria, Costa D’Avorio, Israele, Italia, Marocco, Palestina, Senegal                               | Enzo Vizzari            |
| 2005 | Algeria            | Sidali Lahlou, Tohuria Chabi                                    | Costa D’Avorio, Israele, Italia, Marocco, Palestina, Senegal, Tunisia                               | Davide Paolini          |
| 2006 | Costa D’Avorio     | Abibata Konatè, Mimmo Castiglia                                 | Brasile, Israele, Italia, Marocco, Palestina, Senegal, Tunisia                                      | Davide Paolini          |
| 2007 | Israele            | Ronny Basson                                                    | Brasile, Costa D’Avorio, Italia, Marocco, Palestina, Senegal, Tunisia                               | Stefano Bonilli         |
| 2008 | Costa D’Avorio     | Abibata Konatè                                                  | Francia, Israele, Italia, Marocco, Palestina, Senegal, Tunisia                                      | Stefano Bonilli         |
| 2009 | Italia             | Enrico Bricarello, Vincenzo Caradonna, Giuseppe Favarolo        | Costa D’Avorio, Francia, Israele, Marocco, Palestina, Senegal, Tunisia                              | Edoardo Raspelli        |
| 2010 | Tunisia            | Haier Aroie, Msoughi Alì                                        | Algeria, Costa D’Avorio, Francia, Israele, Italia, Marocco, Palestina, Senegal                      | Edoardo Raspelli        |
| 2011 | Francia            | Alice Delcourt                                                  | Costa D’Avorio, Egitto, Israele, Italia, Marocco, Palestina, Senegal, Tunisia                       | Paolo Marchi            |
| 2012 | Francia            | Alice Delcourt                                                  | Costa D’Avorio, Egitto, Israele, Italia, Marocco, Palestina, Senegal, Tunisia                       | Paolo Marchi            |
| 2013 | Israele            | Boaz Cohen, Ronny Basson                                        | Costa D’Avorio, Egitto, Italia, Palestina, Senegal, Tunisia, Stati Uniti                            | Roberto Perrone         |
| 2014 | Italia             | Andrea Provenzani, Giuseppe Salmeri                             | Costa D’Avorio, Eritrea, Francia, Israele, Libano, Marocco, Palestina, Tunisia, Stati Uniti         | Paolo Marchi            |
| 2015 | Italia e Mauritius | Rocco Pace, Stefano De Gregorio, Vinobha Sookar                 | Brasile, Francia, Israele, Marocco, Mauritius, Palestina, Senegal, Tunisia, Stati Uniti             | Claudio Sadler          |
| 2016 | Palestina          | George Suheil Srour, Elias Bassous                              | Angola, Brasile, Francia, Israele, Italia, Marocco, Mauritius, Perù, Tunisia, Stati Uniti           | Claudio Sadler          |
| 2017 | Angola             | Helt Araújo, Ricardo Braga                                      | Angola, Costa D’Avorio, Francia, Israele, Italia, Marocco, Palestina, Senegal, Tunisia, Stati Uniti | Joe Bastianich          |
| 2018 | Tunisia            | Nabil Bakouss, Youssef Abdelli, Lamjed Hosn                     | Angola, Costa D’avorio, Francia, Israele, Italia, Marocco, Palestina, Senegal, Spagna, Stati Uniti  | Fiammetta Fadda         |
| 2019 | Senegal            | Mareme Cisse                                                    | Stati Uniti, Marocco, Tunisia, Italia, Israele, Palestina                                           | Enzo e Paolo Vizzari    |
| 2020 | Edizione saltata   | -                                                               | -                                                                                                   | -                       |
| 2021 | Romania            | Claudia Catana                                                  | Italia, Senegal, Spagna, Marocco, Mauritius, Argentina, Afghanistan                                 | Eleonora Baldwin        |
| 2022 | Italia             | Pierpaolo Ferracuti                                             | Argentina, Brasile, Costa D’avorio, Francia, Marocco, Palestina, Tunisia                            | Paolo Marchi            |
| 2023 | Messico            | Diana Beltran, Rodrigo Zepeda Sánchez                           | Italia, Portogallo, Marocco, Algeria, Tunisia, Palestina, Israele                                   | Giusi Battaglia         |
| 2024 | Marocco            | Hanae Chaoui, Mourad Dakir                                      | Italia, Tunisia, Russia, Cina, Ucraina, Palestina, Israele, Eritrea, Medici Senza Frontiere         | Oscar Farinetti         |

### Campionato Italiano
Il Campionato Italiano di cous cous rappresenta la fase preliminare che permette di selezionare il rappresentante italiano per il Campionato Mondiale di Cous Cous. Tradizionalmente uno degli sfidanti viene selezionato tramite un contest online. Ogni anno, a partire da maggio, viene aperta una competizione online in cui chef professionisti da tutta Italia possono caricare una foto di un piatto di cous cous sul sito ufficiale del festival. Il pubblico può votare il piatto preferito, e il candidato più votato viene invitato a partecipare al campionato italiano. La valutazione durante la competizione segue una procedura simile al campionato mondiale. 

### Next Generation Student Contest
Il Next Generation Student Contest è una competizione rivolta agli studenti degli istituti alberghieri italiani. Il contest, dedicato alle nuove generazioni di chef, prevede che gli studenti partecipanti presentino una ricetta di cous cous corredata da una fotografia, caricata sul sito ufficiale del festival. La selezione dei finalisti avviene tramite due giurie: una popolare, composta dal pubblico che esprime il proprio voto attraverso i "like" alle foto, e una giuria tecnica formata da giornalisti enogastronomici e organizzatori dell'evento.
Gli studenti selezionati si sfidano dal vivo durante il Cous Cous Fest, nella stessa location del campionato mondiale, ovvero sul palco in Piazza Santuario di San Vito Lo Capo. Le sfide, che vedono due studenti contrapposti alla volta, sono valutate dalla giuria tecnica e da una giuria popolare composta da circa 120 persone. La brigata dell'Istituto Alberghiero Pietro Piazza di Palermo replica i piatti per consentire al pubblico di degustarli e votare. La votazione avviene in tempo reale e i risultati vengono mostrati tramite ledwall e schermi.
Il nuovo Campione Next Generation Student Contest ha l'opportunità di affiancare lo chef vincitore del Campione Italiano nel Campionato del Mondo di cous cous

## Altri eventi

### Cooking Show
Oltre ai campionati, il festival comprende cooking show con la partecipazione di chef nazionali e internazionali (tra cui Igles Corelli, Giorgione, Ruben, Federico Fusca e Francesco Aquila). Durante questi eventi, gli chef mostrano le tecniche di preparazione del cous cous e altre ricette, spiegando al pubblico i passaggi e le modalità di preparazione.

### Concerti e spettacoli
Il festival è arricchito da una serie di concerti e spettacoli gratuiti sulla spiaggia di San Vito Lo Capo, con la partecipazione di artisti come Carmen Consoli, Ricchi e Poveri, Mahmood e i The Kolors oltreché personaggi del mondo del teatro. Negli anni, l'evento ha anche ospitato band locali e gruppi folk.

#### Artisti
| Artista                                                  | Anni di partecipazione             |
| -------------------------------------------------------- | ---------------------------------- |
| Africa Mandigue                                          | 2016                               |
| Africa Unite                                             | 2007                               |
| Agricantus                                               | 2001, 2002, 2004, 2007, 2010, 2022 |
| Akkura                                                   | 2005                               |
| Akua Naru                                                | 2018                               |
| Akik El Sikameya                                         | 2006                               |
| Alfio Antico                                             | 2003                               |
| Alsarah e the Nubatones                                  | 2018                               |
| Annalisa                                                 | 2016                               |
| Archinué                                                 | 2014                               |
| Babil on Suite                                           | 2015                               |
| Bandabardò                                               | 2009                               |
| Beppe Grillo                                             | 2018                               |
| Big Band (Scuola europea d’Orchezza Jazz Dusko Gojkovic) | 1999                               |
| Big Mama                                                 | 2024                               |
| Bisca                                                    | 2003                               |
| Bonanova                                                 | 1999, 2000                         |
| Bonova                                                   | 2000                               |
| Brama, Eman e Cordio                                     | 2022                               |
| Caparezza                                                | 2015                               |
| Cammurria                                                | 2019                               |
| Carmen Consoli                                           | 2010, 2023                         |
| Carmen Ferreri                                           | 2018                               |
| Chiaramonte                                              | 2010                               |
| Cinzia Leone                                             | 2004                               |
| Claudio Coccoluto                                        | 2014                               |
| Coexist                                                  | 2014                               |
| Coma_Cose                                                | 2023                               |
| Cordepazze                                               | 2009                               |
| CT Lab                                                   | 2005                               |
| DAM                                                      | 2007                               |
| Daniele Sepe                                             | 2003                               |
| Dargen D’Amico                                           | 2022                               |
| Disco Club Paradiso                                      | 2024                               |
| Dj Click feat. Gnawa Njoum                               | 2006                               |
| Dj Click feat. Tziganadia & Amrat Hussain Gypsy Trio     | 2010                               |
| Dj Ringo e Giuseppe Scarpato Power Trio                  | 2019                               |
| Dounia                                                   | 2006                               |
| Duin                                                     | 2010                               |
| Elio e le storie tese                                    | 2015                               |
| Edoardo Bennato                                          | 2012, 2016                         |
| Ermal Meta                                               | 2018, 2022                         |
| Eugenio Bennato                                          | 2022                               |
| Famiglia del Sud                                         | 2009                               |
| Fanfara Station                                          | 2018                               |
| Fabrizio Moro                                            | 2017                               |
| Fiorella Mannoia                                         | 2012                               |
| Francesco De Gregori                                     | 2013                               |
| Francesco Gabbani                                        | 2017                               |
| Frida Neri                                               | 2011                               |
| Gabin Dabiré feat. Le Balentes                           | 2005                               |
| Gemitaiz                                                 | 2018                               |
| Giacomo Pilati                                           | 2010                               |
| Giovanni Cacioppo                                        | 2015                               |
| Giobbe Covatta                                           | 2015                               |
| Giuliano Palma & the Bluebeaters                         | 2009                               |
| Goran Bregovic                                           | 2012                               |
| Guidabasso                                               | 2003                               |
| Ilene Barnes                                             | 2005                               |
| Irene Grandi                                             | 2014                               |
| I Sing Sicily                                            | 2024                               |
| Iotatola                                                 | 2013                               |
| Irio De Paula                                            | 1999                               |
| Jaka                                                     | 2014                               |
| Jaka & Michelangelo Buonarroti Band                      | 2012                               |
| Jarabe De Palo                                           | 2017                               |
| Joe Bastianich Project                                   | 2017                               |
| Joe Shoed and the K.Toots                                | 2014                               |
| Jumpin’ Up                                               | 2013                               |
| Kachupa                                                  | 2016                               |
| KettyPassa e Toxic Tuna                                  | 2013                               |
| Kaloma                                                   | 2010                               |
| Khaled                                                   | 2007                               |
| Lautari                                                  | 2009                               |
| La Rappresentante di Lista                               | 2024                               |
| Le Balentes                                              | 2005                               |
| Le Formiche                                              | 2013                               |
| Le Vibrazioni                                            | 2018                               |
| Lello Analfino                                           | 2010, 2012, 2019, 2022, 2023       |
| Lello Analfino e Tinturia                                | 2019                               |
| Leonardo Fiaschi                                         | 2024                               |
| Lidia Schillaci & Women Orchestra                        | 2023                               |
| Lo Stato Sociale                                         | 2023                               |
| Luca Carboni                                             | 2016                               |
| Mahmood                                                  | 2019                               |
| Mario Fargetta                                           | 2017                               |
| Mario Venuti                                             | 2012, 2017                         |
| Marracash                                                | 2015                               |
| Mascarimirì                                              | 2008                               |
| Massimiliano D’Ambrosio                                  | 2011                               |
| Matranga e Minafò                                        | 2018                               |
| Matrimia                                                 | 2014                               |
| Max Gazzé                                                | 2012, 2013                         |
| Med Free Orkestra                                        | 2022                               |
| Merce Fresca                                             | 2011, 2012                         |
| Miele                                                    | 2016                               |
| Mistura                                                  | 2004                               |
| Mou                                                      | 2003                               |
| Muchachito Bombo Infierno                                | 2011                               |
| Negramaro                                                | 2005                               |
| Nigge Radio                                              | 2014                               |
| Nino Frassica                                            | 2017                               |
| Nour Eddine                                              | 2000, 2001, 2006                   |
| Noemi                                                    | 2019                               |
| Nuklearte                                                | 2002, 2004                         |
| OM                                                       | 2009                               |
| Orchestra di Piazza Vittorio                             | 2008                               |
| Orchestra Notte Della Taranta                            | 2022                               |
| Pablo Rabito                                             | 2011                               |
| Perturbazione                                            | 2014                               |
| Piero Pelù                                               | 2022, 2024                         |
| Pino Daniele                                             | 2014                               |
| Pop Shock                                                | 2024                               |
| PuntInEspansione                                         | 2011                               |
| QBeta                                                    | 2001, 2010                         |
| Raul Paz                                                 | 2005                               |
| Raiz                                                     | 2023                               |
| Ricchi e Poveri                                          | 2024                               |
| Riserva Moac                                             | 2005                               |
| Rose Villain                                             | 2024                               |
| Rumba de Bodas                                           | 2015                               |
| Sasà Salvaggio                                           | 2007, 2014, 2019                   |
| Samuel                                                   | 2017                               |
| Sciroccu                                                 | 2008                               |
| Sergio Vespertino                                        | 2019                               |
| Sicily Stars                                             | 2008                               |
| Sikania                                                  | 2019                               |
| Simona Molinari                                          | 2023                               |
| Skarafunìa                                               | 2010                               |
| Slivovitz                                                | 2003                               |
| Sud Sound System                                         | 2010, 2013, 2024                   |
| Sudd MM & Anita Vitale                                   | 2007                               |
| Sun                                                      | 2000                               |
| Tamuna                                                   | 2015                               |
| Taragnawa                                                | 2003                               |
| Tarantolati di Tricarico                                 | 2009, 2014, 2023                   |
| Tinturia                                                 | 2000, 2013, 2014, 2019             |
| Tribù Zulu                                               | 2003                               |
| Upanishad                                                | 2002                               |
| Vinicio Capossela                                        | 2015                               |
| Weltalabyrint                                            | 2006                               |

### Expovillage
Situato lungo il lungomare e nel centro storico della città, l'Expovillage opera quotidianamente dalle ore 12:00 alle 24:00 per la durata del festival. L'area ospita stand dedicati all'esposizione e vendita di prodotti tipici dell'artigianato e dell'agroalimentare, con particolare attenzione alle produzioni siciliane e mediterranee. Tra i prodotti presenti si annoverano vini locali, oli extravergine d'oliva, spezie e altre specialità enogastronomiche regionali.

Oltre alla componente commerciale, l'Expovillage include spazi dedicati a sponsor nazionali e prevede l'organizzazione di attività collaterali quali dimostrazioni culinarie, competizioni gastronomiche e degustazioni. Queste iniziative mirano a promuovere la conoscenza delle tradizioni culinarie e artigianali del territorio.

### Foodvillage del cous cous
Il Foodvillage del Cous Cous Fest, conosciuto anche come Case del Cous Cous, è il punto enogastronomico principale del festival, dove si possono degustare numerose varianti del cous cous, sia tradizionali che innovative, provenienti da diversi paesi del Mediterraneo e oltre. Situato lungo le vie del centro storico e sulla spiaggia di San Vito Lo Capo, il Food Village offre ai visitatori la possibilità di assaggiare diverse varianti del cous cous, preparate da chef provenienti dal territorio. I visitatori hanno la possibilità di scegliere tra piatti tipici di vari paesi, come il cous cous al pesce, al verdure o in altre versioni regionali, offrendo una panoramica completa della diversità gastronomica che caratterizza il cous cous.

## Impatto
Il Cous Cous Fest ha contribuito alla promozione di San Vito Lo Capo come destinazione turistica, con un aumento significativo dei visitatori durante il mese di settembre. Nel 2022, il numero di arrivi turistici ha raggiunto quota 120.855, con un incremento significativo rispetto ai 28.704 del 1997. Le presenze totali nel mese di settembre sono aumentate da 11.063 nel 1997 a 86.488 nel 2022, dimostrando l'importante contributo del festival alla stagione turistica locale.
L'evento ospita numerosi stand e espositori provenienti da diverse regioni d'Italia. Sono presenti mediamente oltre 100 stand e circa 140 espositori, contribuendo all'economia locale e creando opportunità di lavoro temporaneo per circa 500 persone. La presenza di sponsor nazionali e la collaborazione tra chef, aziende del settore alimentare e istituzioni favorisce lo scambio culturale e supporta lo sviluppo del settore enogastronomico locale.
L'evento ha ricevuto il sostegno di numerose istituzioni, tra cui la Regione Sicilia, l'Unione Europea e l'UNESCO, che ne hanno riconosciuto l'importanza culturale e il valore sociale. L'evento ha acquisito visibilità a livello nazionale e internazionale grazie alla partecipazione di chef di livello internazionale e alla copertura mediatica, ponendo enfasi sull'integrazione e la diversità culturale. Nel 2024 è stato premiato come secondo miglior evento italiano nella categoria "Festival" al Best Event Awards Italia 2024, il riconoscimento che premia l’eccellenza negli eventi e nella comunicazione dal vivo in tutto il mondo.